# 古市站 (大阪府)
古市站（日语：／ Furuichi eki */?）是位於大阪府羽曳野市古市一丁目，近畿日本鐵道（近鐵）的車站。在車站編號中，南大阪線為「F16」，長野線為「O16」。為羽曳野市代表車站。
與柏原站與道明寺站並列，為近鐵營運車站中，擁有最古老的歴史。

## 停靠路線
- 近畿日本鐵道
  - 南大阪線
  - 長野線 ※起始站（設有列車直通南大阪線大阪阿部野橋方向）

## 歷史
- 1898年（明治31年）
  - 3月24日 - 河陽鐵道柏原站至道明寺站至此站之間開業，此站啟用並設定為終點站[1]。
  - 4月14日 - 此站至富田林站之間開業，此站變為中途站[1]。
- 1899年（明治32年）5月11日 - 河陽鐵道路線由河南鐵道繼承[1]。
- 1919年（大正8年）3月8日 - 公司名稱改變為大阪鐵道（日语：大阪鉄道 (2代目)）[1]。
- 1929年（昭和4年）3月29日 - 此站至久米寺站（現時為橿原神宮前站）啟用，此站變為轉車站[1]。
- 1943年（昭和18年）2月1日 - 關西急行鐵道與大阪鐵道合併，成為關西急行鐵道的車站[1]。
- 1944年（昭和19年）6月1日 - 關西急行鐵道與南海鐵道（為南海電氣鐵道的前身）合併，成為近畿日本鐵道的車站[1]。
- 1969年（昭和44年）10月 - 車站向大阪阿部野橋站遷移0.2公里[2]（即現時由古市1號平交道南邊移至北邊）。同時跨站式站房落成。
- 2007年（平成19年）4月1日 - 車站可以使用PiTaPa[3]。
- 2012年（平成24年）3月20日 - 部分特急列車開始停此站。

## 車站構造
車站設有2面4線的島式月台。月台可容納8卡車廂。車站為設有跨站式站房的地面車站。車站大堂設於近河内長野的一邊，並設有1處閘口。

### 月台
| 月台 | 路線     | 上下行 | 方向                 | 備註                             |
| ---- | -------- | ------ | -------------------- | -------------------------------- |
| 1・2 | 南大阪線 | 下行   | 橿原神宮前、吉野方向 |                                  |
| 1・2 | 長野線   | -      | 富田林、河内長野方向 | 臨時列車會使用臨時列車3、4號月台 |
| 3・4 | 南大阪線 | 上行   | 大阪阿部野橋方向     |                                  |

1、3和4號月台主要是來往橿原神宮前方向的列車，2和4號月台主要是來往長野線方向的列車，以及以古市為終點站的列車。另外，4號月台列車可出發前往長野方向，部分不載客列車或臨時列車也會使用4號月台。

## 特徴

### 停站列車
- 急行以下的所有一般列車均此站。在早上和黃昏以後的部分特急列車均停此站[4]。
  - 在大阪阿部野橋站於下午8時後出發前往橿原神宮前方向，以及在大阪阿部野橋站於9時前到達所有特急列車均停此站[4]。
  - 在2012年3月20日時間表修正，在繁忙時間中，部分特急均停此站[5]。在此之前，在每年除夕通宵運輸（日语：終夜運転）中，曾設有特急列車臨時停此站，當日在月台上會設有特急票臨時販賣處。
- 此站設有多班在此站為終點站或起點站的班次。多數普通列車會在此站折返[4]。
  - 大阪方向中，平日晚間設有1班在此站為起點站的準急列車，也有2班在此站為終點站的準急列車。在早上和日間設有在此站為起點站的普通列車[4]。
  - 橿原神宮前方向中，整日設有來往此站至橿原神宮前站之間的普通列車，在早上和晚間設有數班來往此站至御所線近鐵御所站之間的普通列車，在早上設有2班在此站為起點站的普通列車前往吉野線吉野站，在平日晚間設有1班在此站為起點站的急行列車前往橿原神宮前[4]。
  - 河内長野方向中，在早上和晚間設有只在長野線內行走普通列車，在平日早上設有在此站為起點站的普通列車前往富田林[4]。
- 南大阪線在此站起，往橿原神宮前方向的車站月台中，只可容納4至6卡車廂。在長野線的車站月台中，只可容納5卡或以下車廂。因此，包括準急列車班次，多數車輛會在此站進行分割與併結。此外，在平日早上往橿原神宮前、御所方向的準急列車，會與往河内長野方向的準急列車，在此站至大阪阿部野橋站之間串聯運輸[4]。
  - 在2013年3月16日的時間表修正前，設有準急列車前往富田林及橿原神宮前的串聯運輸班次，並在此站分割。這個近鐵一般列車中唯一一個情況（近鐵稱為親子列車）。
  - 但是，在時間表修正後，還有列車班次在此站分割與併結，以及在此站改變列車種類和行向。

### 設備、營業上
- 此站設有站長，管理南大阪線上之太子站和長野線各站[6]。此外，車站設有站長室與營業所[7]。
- 車站設有可使用PiTaPa、ICOCA的自動閘機（日语：自動改札機）和自動補票機（日语：自動精算機）（可支援回數（日语：回数乗車券）卡及IC卡，以及IC卡增值功能）。
- 車站設有櫃臺和自動售票機售賣特急票及定期票[7]。

### 其他
此站南方是向富田林方向的支線（長野線）。奈良縣方向的本線（南大阪線）中，在離開車站後設有大急彎轉向東邊。這個情況是由於柏原站－道明寺站－此站－富田林站先行開通，後來才向奈良縣方向興建鐵路線，繼續改變路線名稱。

## 使用狀況
以下列出近年來1日中上下車人次：
| 年度               | 指定日   | 指定日     | 指定日   | 參考資料 |
| 年度               | 調査日   | 上下車人次 | 乘車人次 | 參考資料 |
| ------------------ | -------- | ---------- | -------- | -------- |
| 2000年（平成12年） | 11月07日 | 25,743     | 12,731   | [ 9 ]    |
| 2001年（平成13年） | -        | -          | -        |          |
| 2002年（平成14年） | -        | -          | -        |          |
| 2003年（平成15年） | 11月11日 | 23,537     | 11,815   | [ 10 ]   |
| 2004年（平成16年） | -        | -          | -        |          |
| 2005年（平成17年） | 11月08日 | 23,386     | 11,740   | [ 11 ]   |
| 2006年（平成18年） | -        | -          | -        |          |
| 2007年（平成19年） | -        | -          | -        |          |
| 2008年（平成20年） | 11月18日 | 21,725     | 10,886   | [ 12 ]   |
| 2009年（平成21年） | -        | -          | -        |          |
| 2010年（平成22年） | 11月09日 | 20,995     | 10,540   | [ 13 ]   |
| 2011年（平成23年） | -        | -          | -        |          |
| 2012年（平成24年） | 11月13日 | 20,189     | 10,204   | [ 14 ]   |
| 2013年（平成25年） | -        | -          | -        |          |
| 2014年（平成26年） | -        | -          | -        |          |
| 2015年（平成27年） | 11月10日 | 21,039     | 10,419   | [ 15 ]   |
| 2016年（平成28年） | -        | -          | -        |          |
| 2017年（平成29年） | -        | -          | -        |          |
| 2018年（平成30年） | 11月13日 | 20,937     |          |          |

## 車站周邊

### 公共設施
- 羽曳野市政廳
- 羽曳野市市民會館
- 羽曳野市立古市圖書館
- 羽曳野警署（日语：羽曳野警察署）
- 羽曳野法務綜合廳舍
  - 羽曳野區檢察廳（日语：羽曳野区検察庁）
  - 羽曳野簡易裁判所（日语：羽曳野簡易裁判所）
- 羽曳野古市郵局
- 羽曳野白鳥郵局
- 近鐵古市檢車區（日语：古市検車区）古市車廠

### 神社、寺院、古墳
- 譽田八幡宮（日语：誉田八幡宮）
- 白鳥神社（日语：白鳥神社 (羽曳野市)）（古市地車祭（日语：古市だんじり祭））
- 高屋神社（日语：高屋神社 (羽曳野市)）
- 西琳寺（日语：西琳寺）
- 世界文化遺產古市古墳群
  - 譽田御廟山古墳（日语：誉田御廟山古墳）（傳應神天皇陵墓）
  - 輕里大塚古墳（日语：軽里大塚古墳）（白鳥陵，傳日本武尊陵墓）
  - 野中Boke山古墳（日语：ボケ山古墳）（傳仁賢天皇陵墓）
  - 高屋築山古墳（日语：高屋築山古墳）（傳安閒天皇陵墓）
  - 白髪山古墳（日语：白髪山古墳）（傳清寧天皇陵墓）

### 商業設施
- 近鐵廣場古市店（近商Store（日语：近商ストア））
- 和泉家（日语：イズミヤ）
- 麒麟堂（日语：キリン堂）

### 學校
- 羽曳野市立古市小學（日语：羽曳野市立古市小学校）
- 羽曳野市立古市南小學（日语：羽曳野市立古市南小学校）
- 羽曳野市立白鳥小學（日语：羽曳野市立白鳥小学校）
- 羽曳野市立譽田中學（日语：羽曳野市立誉田中学校）
- 羽曳野市立峰塚中學（日语：羽曳野市立峰塚中学校）
- 大阪府立西浦支援學校（日语：大阪府立西浦支援学校）(舊大阪府立西浦高等學校（日语：大阪府立懐風館高等学校）遺址)
- 第一Seminar（日语：第一ゼミナール）古市校
- 創研學院古市校

## 巴士路線
近鐵巴士
- 1號月台
  - 64號 經輕里、野野上 前往藤井寺站前
  - 74號 經輕里、野中・藤丘　前往藤井寺站
  - 77號 經羽曳野市政廳前、藤丘　前往藤井寺站
  - 87號 經輕里、羽曳山住宅前 前往府立大學羽曳野校園
    - 前往府立大學可乘81、82號路線在府立醫療中心（日语：大阪府立呼吸器・アレルギー医療センター）下車。
- 2號月台
  - 81號 經輕里、羽曳山住宅前　前往羽曳丘西五丁目（日语：羽曳が丘）
  - 82號 經輕里、羽曳山住宅前　前往四天王寺大學（日语：四天王寺大学）
  - 85號 經輕里、羽曳山住宅前・桃山台二丁目　前往學園前五丁目

校巴
- 關西福祉科學大學（日语：関西福祉科学大学）
- 關西福祉科學大學高等學校（日语：関西福祉科学大学高等学校）

穿梭巴士
- 青山醫院
- 城山醫院
- 田邊腦神經外科醫院

羽曳野市公共設施循環巴士
經古市站筋（沿國道170號行走）。

## 相鄰車站
近畿日本鐵道
 南大阪線
- □部分特急停車站（早上繁忙時間上行與晚間下行列車停車）

■急行、■區間急行
大阪阿部野橋（F01）－古市（F16）－尺土（F23）
■準急、■普通
道明寺（F15）－古市（F16）－駒谷（F17）
- 在橘子收成季節，急行列車將臨時加停上之太子站。在藤井寺站周邊學校舉行入學試日時，急行列車將臨時加停藤井寺站。在春季觀賞吉野之櫻時，設有快速急行臨時班次。
- 在1974年（昭和49年）前，此站與道明寺站之間曾設有譽田八幡站。

 長野線（線內所有列車各站停車）
■急行
（大阪阿部野橋－）古市（O16）－喜志（O17）
■準急、■普通
（道明寺－）古市（O16）－喜志（O17）
- 在1920年（大正9年）前，此站與喜志站之間曾設有西浦站。

## 注腳

## 外部連結
- 古市 - 近畿日本鐵道